# Two Girls and a Guy
Two Girls and a Guy è una commedia drammatica del 1998, diretta da James Toback, interpretata da Robert Downey Jr., Heather Graham e Natasha Gregson Wagner. Todd McCarthy di Variety ha elogiato la sceneggiatura scritta dallo stesso Toback. Il film è basato principalmente sul dialogo tra i personaggi ed è stato girato in tempo reale. La trama è incentrata sulla battaglia tra sessi.